# Syndipnus macrocerus
Syndipnus macrocerus är en stekelart som först beskrevs av Thomson 1883.  Syndipnus macrocerus ingår i släktet Syndipnus och familjen brokparasitsteklar. Arten är reproducerande i Sverige. Utöver nominatformen finns också underarten S. m. rufigaster.